# 灰点衣属
灰点衣属（学名：Canomaculina）是梅衣科下的一个属。

## 下属物种
本属包括以下物种：
- 粉斑灰点衣 Canomaculina subsumpta
- 多色灰点衣 Canomaculina subtinctoria